# Comitè Militar de la Unió Europea

Emblema del Servei Europeu d'Acció Exterior

El Comitè Militar de la Unió Europea (CMUE) és un alt òrgan intern del  Consell de la Unió Europea en l'àmbit militar i d'afers de la defensa. Es troba orgànicament subordinat a l'Alt representant de la Unió Europea per a Afers exteriors i Política de Seguretat, i està prevista la seva pròxima incorporació al Servei Europeu d'Acció Exterior.

## Composició i presidència
El CMUE està compost pels Caps dels Estats Majors Conjunts i de la Defensa dels Estats membres de la Unió Europea, i -des de l'entrada en vigor del  Tractat de Lisboa- per un representant militar de l'Alt representant de la Unió Europea per a Afers exteriors i Política de Seguretat.
El President del CMUE és nomenat per un termini de tres anys pel ple del Consell a proposta del mateix Comitè, i haurà de tenir rang de General de quatre estrelles o equivalent. Les seves funcions són les de presidir i impulsar els seus treballs de manera estable i representar-lo davant el Comitè Polític i de Seguretat i davant el mateix Consell.
El CMUE pot reunir-se també a l'escalafó inferior, és a dir, integrant-ho els delegats militars dels Caps d'Estat Major. També en aquest cas les seves sessions són presidides pel President del CMUE.

## Funcions
El Comitè Militar és un òrgan amb funcions essencialment consultives i, en menor mida, també directives i de control: 
- Exerceix la seva funció consultiva mitjançant l'emissió de recomanacions i dictàmens davant tres instàncies distintes, davant de les que respon, en diferent concepte: el Consell, l'Alt representant de la Unió Europea per a Afers exteriors i Política de Seguretat. És el principal fòrum de consulta i cooperació a nivell militar de la Unió Europea (no solament a nivell del Consell, i d'aquí el seu nom).
- Assumeix funcions de comandament a nivell militar, subministrant directrius a l'Estat Major de la Unió Europea, en general a petició del Comitè Polític i Militar.
- Li correspon la funció de control sobre les operacions militars que la Unió encomana a les seves tropes i que s'executen sota responsabilitat d'un comandant d'operació.